# (983) Гунила
(983) Гунила (лат. Gunila) — астероид главного пояса, принадлежащий к спектральным классам X и D. Астероид был открыт 30 июля 1922 года немецким астрономом Карлом Райнмутом в Гейдельбергской обсерватории, Германия. Астероид был назван женским именем, взятым из немецкого ежегодного календаря Lahrer hinkender Bote, и никак не связанным с современниками Рейнмута. Давать имена астероидам без привязки к конкретному человеку было обычной практикой астронома.

## Орбита и классификация
Орбита астероида лежит во внешней части главного пояса астероидов, имеет большую полуось 2,161 а. е., эксцентриситет 0,0919 и наклон относительно эклиптики около 15°. 

## Физические характеристики
По классификации Толена Гунила совмещает в себе характеристики астероидов классов X и D.
На основании кривых блеска, полученных в 2013 году в Мэрилендском университете в Колледж-Парке, определён период вращения астероида, равный 8,37 ч., и изменение блеска, равное 0,11 звёздной величины, указывающее на близкую к сферической форму астероида.
Согласно данным наблюдения инфракрасных спутников Akari, IRAS и WISE астероид имеет диаметр между 73,87 и 96,689 км, а альбедо поверхности между 0,028 и 0,0477.